# Csikós Nagy Béla
| Csikós Nagy Béla                          | Csikós Nagy Béla                                                         |
| Kattints az alábbi külső linkek egyikére! | Kattints az alábbi külső linkek egyikére!                                |
| ----------------------------------------- | ------------------------------------------------------------------------ |
| Nem található szabad kép.(?)              |                                                                          |
| külső link · jogvédett                    | Megemlékezés Csikós Nagy Béla (1915–2005) Magyar Tudomány. 2005. 10. sz. |

Csikós Nagy Béla (Szeged, 1915. szeptember 9. – Budapest, 2005. május 28.) magyar közgazdász, akadémikus. 1957-től az Országos Árhivatal, 1967-től 1984-ig, nyugdíjba vonulásáig az Országos Anyag- és Árhivatal elnöke. 1959-től az újjáalakuló Magyar Közgazdasági Társaság Pénzügyi Szakosztályának elnöke, 1972 és 1990 között a Magyar Közgazdasági Társaság elnöke, 1990-től haláláig örökös tiszteletbeli elnöke. Schwell Titusz negyvennyolcas honvéd főhadnagy ükunokája.

## Élete, munkássága
Dr. Csikós Nagy József ügyvéd és a nemesi családból származó Jedlicska Jolán – háromból – második gyermekeként született. Iskoláit szülővárosában végezte, gimnáziumi tanulmányait a szegedi piaristáknál kezdte, de a budapesti Keleti Károly utcai Érseki Főgimnáziumban érettségizett.
A szegedi Ferenc József Egyetemen államtudományi doktorátust szerzett. Az Erzsébet Tudományegyetem Állam- és Jogtudományi Karának magántanára volt, 1943–1949 között. Egyetemi tanára, mentora Surányi-Unger Tivadar volt. A Gyáriparosok Országos Szövetségének megbízásából, de egyetemi ösztöndíjjal 1938/39-ben Berlinben kutatott. 
Teleki Pál miniszterelnök, reformtörekvéseinek egyik lépéseként létrehozta a Miniszterelnökség Gazdaságtanulmányi Osztályát. Sok más tehetség mellett Csikós Nagy is ide került előadóként (1940–41). 1942–45 között a Pénzügyminisztérium közgazdasági osztályán dolgozott előadóként, majd pénzügyi titkárként. Tehetségére Reményi-Schneller Lajos pénzügyminiszter is felfigyelt, és rendszeresen kutatói feladatokkal bízta meg. Az 1943-ban a PM-ben létrehozott Gazdaságtájékoztatási Bizottság főtitkára lett. Főnökével, Rényi Bélával együtt részt vett egy minisztériumi ellenálló csoport tevékenységében. Emiatt 1944-ben illegalitásba kényszerült; egy ideig Kodolányi János író bujtatta.
A második világháború alatti kormánytisztviselői megbízatásai mellett tudományos műveket, az akkori témájuk és hivatalos megfogalmazásuk miatt a szovjet megszállás után betiltott könyveket is írt.
A háború után is számítottak kimagasló közgazdasági szakértelmére. Ennek köszönhetően 1946-ban Vas Zoltán a Pénzügyminisztériumból maga mellé vette mint a legfontosabb szakembert. A megalakult Gazdasági Főtanácsban tanácsos volt. 1946-ban részt vett a stabil forint megalkotásában, az ország gazdasági-pénzügyi talpraállításában. 
1948-ban a kommunisták úgy „állították” a maguk oldalára, hogy egy hétig nem hagyták aludni az Andrássy út 60-ban. Az Országos Tervhivatal közgazdasági főosztályvezetője lett. 1952–53-ban a Helyi Ipari-, 1954–55-ben a Könnyűipari Minisztériumban miniszterhelyettes. 1955–56-ban a Budapesti Vegyesipari Tröszt vezérigazgatója. 1957-ben megalakította az Országos Árhivatalt, majd 1967-ben az Országos Anyag- és Árhivatalt, amelynek 1984-es nyugdíjba vonulásáig elnöke volt. Az új gazdasági mechanizmus kidolgozásában és elfogadtatásában, Nyers Rezső kulcsszerepet biztosított számára. Gyakran szerepelt rádió- és tévériportokban, a Magyarázom a mechanizmust című népszerűsítő kisfilmsorozat professzorát róla mintázták. 
Közel hét évtizedes pályafutása során komoly szakmai elismertséget, tekintélyt szerzett Magyarországon és külföldön egyaránt (pl. Kaliforniai Egyetem (Berkeley), 1973). 1988-ban, amikor a „létező szocializmus” időszakában Grósz Károly létrehozta az első „látható” miniszterelnöki tanácsadó testületet, annak a munkájába szinte értelemszerűen vonták be. 1990-től haláláig a Magyar Közgazdasági Társaság tiszteletbeli elnöke volt. Élete végéig dolgozott, munka közben érte a halál, 90. életévében. Felesége, dr. Kneppó Lívia és két leánya szintén közgazdász végzettségűek, ám Zsuzsanna képzőművészettel foglalkozik.

## Tudományos munkássága
Publikációit már fiatalon elkezdte: 1938-ban, huszonhárom évesen A termelékenység története címmel jelentette meg első munkáját. 1978-ban az új árforradalomról írt könyvet. A Magyar Tudományos Akadémiának 1982-től volt tagja, s több rangos külföldi tudományos intézmény is tagjai közé választotta. A Magyar Közgazdasági Társaság örökös tiszteletbeli elnöke volt. A rendszerváltás után cikkek, tanulmányok, előadások és könyvek sora jelezte, hogy tudományos alkotóerejének teljében van. Legutóbbi, kétkötetes nagy munkája, a Közgazdaságtan a globalizáció világában 2002-ben jelent meg. A mű angol fordításának sajtó alá rendezése közben érte a halál.
Csikós Nagy Béla újabb elemzéseiben figyelmeztetett a jövő veszélyeire. A természeti erőforrások pusztulásának a gazdasági folyamatokra gyakorolt hatásait vizsgálva a következő hipotézist állította fel:

„A XXI. század első felében a környezetbarát technológiák térhódítása fogja felemészteni az árutermelés számára rendelkezésre álló pénzügyi források jelentős részét. Ugyanakkor feltételezhetjük, hogy a gyártási technológiák és a gyártmányok környezetbarát átalakulása a XXI. század közepéig végbemegy, és a gazdaságnövekedés a század második felében már az életminőség veszélyeztetése nélkül történhet. Mindezeket jelentősen módosíthatják azok a korrekciók, amelyek a természeti tőke kvantifikálása révén fognak bekövetkezni. Feltételezhető azonban, hogy ilyen korrigálás a XXI. század első felében nagyobb csökkenést fog eredményezni, mint a XX. század második felében, hiszen az életfeltételek romlása a XX. század második felében gyorsuló ütemet vett, és ez a folyamat az előttünk álló évtizedekben inkább fokozódni fog.”

## Munkássága

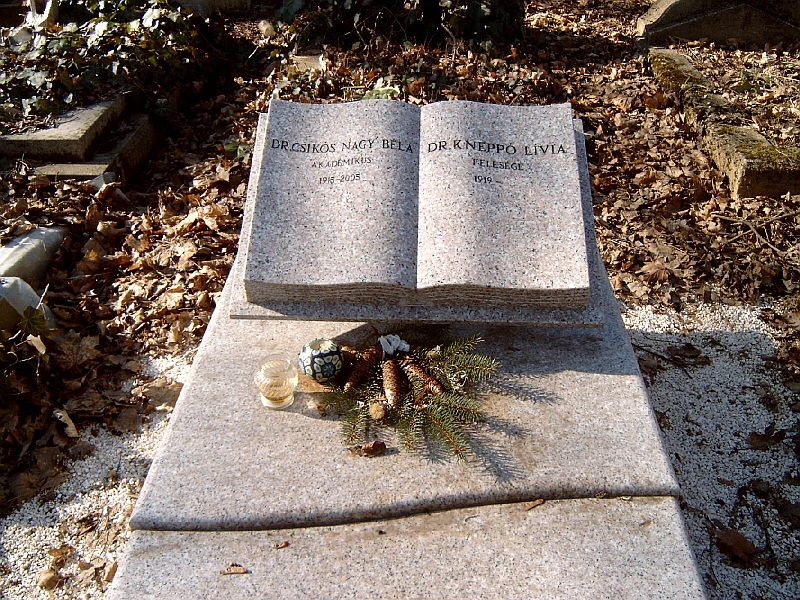
Csikós Nagy Béla sírja Budapesten, a Farkasréti temetőben 6/A-1-48

- Miniszterelnökség gazdaságtanulmányi osztálya (1940–1941)
- Pénzügyminisztérium közgazdasági osztály (1942–1945)
- Gazdasági Főtanács, ahol először miniszteri tanácsosként, majd főtitkárhelyettesként dolgozott (1946)
- Országos Tervhivatal közgazdasági főosztályának vezetője (1948)
- Helyi kormánymegbízott az Ipari Minisztériumban (1952–1953)
- Könnyűipari Minisztérium miniszterhelyettes 1954–1955
- Budapesti Vegyesipari Tröszt igazgató (1955–1956)
- Gazdaság Szakértő Bizottság tagja (1957)[9]
- 1957-ben megszervezi az Országos Árhivatalt
- Országos Anyag- és Árhivatal elnöke (1967–1984)
- Nyugdíjazása után a Világbank szakértőjeként dolgozott Kínában, az UNIDO megbízása alapján pedig Algériában. Tanácsadói konzultációkat folytatott Indiában és Irakban, valamint – Gorbacsov hatalomra kerülését követően – a Szovjetunióban.

## Tudományos fokozatok
- Egyetemi magántanár Janus Pannonius Tudományegyetem (1942)
- Címzetes rendkívüli egyetemi tanár Marx Károly Közgazdaságtudományi Egyetem (1964)
- Közgazdaságtudományok doktora (1968)

## Tagságok, pozíciók
- Magyar Tudományos Akadémia levelező tagja (1982)
- Magyar Tudományos Akadémia rendes tagja (1987)
- MTA Gazdaság- és Jogtudományok Osztálya Pénzügytani Bizottságának elnöke
- Közgazdaságtudományi Bizottság tagja
- Magyar Közgazdasági Társaság örökös tiszteletbeli elnöke
- Osztrák Tudományos Akadémia külső levelező tagja
- Bécsi Tudományegyetem Gazdaságpolitikai Tanszékének tiszteletbeli egyetemi tanára
- A bécsi egyetem (Universität Wien) díszdoktora

## Nemzetközi kapcsolatok
- A milánói székhellyel működő kutatóintézet, a ’’’CESES’’’ által 1961 és 1980 között évente megrendezett kelet–nyugati „rendszer-összehasonlító” konferenciáin – szinte kivétel nélkül – részt vett.
- Nemzetközi Közgazdasági Társaság: Hatéves megszakítással kétszer hat éven át tagja volt az NKT végrehajtó bizottságának, ebből három évet alelnök volt.
- Aktívan közreműködött a közgazdász-világkongresszusok szervezésében, ahol előadóként vagy panelviták vezetőjeként vett részt. Magyarország számára a legnagyobb jelentőségű eredménye az volt, hogy sikerült az 1974. évi közgazdász-világkongresszust Budapestre hoznia.
- 1991-től a brüsszeli székhelyű Európai Gazdasági Együttműködés Ligájában, a magyar tagozat elnökeként dolgozott.

## Kitüntetései
- Állami Díj II. fokozat (1970) – Az árpolitika terén végzett tudományos és gyakorlati tevékenységéért
- Huszonegyedik Század érdemdíj
- Pro Renovanda Cultura Hungariae Alapítvány, alapítványi fődíj (2003)
- Az Amerikai Életrajzi Társaság azon 500 ember közé választotta, akik a legnagyobb befolyást gyakorolták a XX. századra
- Demény Pál-díj (2005, posztumusz)

## Idézetek

### Halm Tamás
- Csikós Nagy Béla egy „nagy generáció” markáns alakja volt. Sohasem volt akkora presztízse a szakmának idehaza, mint amikor e generáció szabott irányt az ország fejlődésének. Sohasem voltunk olyan büszkék magyar közgazdász mivoltunkra, mint abban a korszakban. Sohasem jelentett annyit a Magyar Közgazdasági Társaság tagjának lenni (és sohasem voltunk annyian e szervezetben), mint az ő elnökségének idején.
- Mind a nyugati, mind a keleti országok közgazdászai kitüntették figyelmükkel, tiszteletükkel. A nyugatiak számára kiváló partner volt: jól beszélt németül és angolul, és szakmailag is egy nyelvet beszélt velük. (Ne feledjük: ő ahhoz a generációhoz tartozott, amelyik „még” nem volt marxista, és kitűnően ismerte az akkor nálunk „polgáriaknak” nevezett közgazdászok, elsősorban is a németek és az osztrákok munkásságát!) A szocialista országok közgazdászai is nagy tisztelettel viseltettek iránta, hiszen szaktudása őket is lenyűgözte, és a gyakorlat terepén, a gazdasági reformoknak köszönhetően, Magyarország mindig is élen járt.

### Hitvallása
„Amíg a sors megengedi, és ehhez magamban megfelelő képességet és készséget is érzek, változatlanul folytatom azt a pályát, amelyen életem nagyobb (és számomra értékesebb részét) töltöttem. Hiszen éppen ennek köszönhetem, hogy semmiféle közéleti siker nem gyűrt hatalma alá, hogy mindenkor emberi viszonyok között tudtam élni, és nem követeltem nagyobb darabot a nép közös kenyeréből, mint ami arányban állhatott a nemzeti jóléthez való hozzájárulásommal.”

## Főbb művei
Közel harminc kötete jelent meg, ebből több idegen nyelven is. Tudományos publikációinak száma meghaladja a négyszázat.
- A termelékenység története, 1938 /Első publikációja/
- A német honvédő gazdaság irodalma, különnyomat a Közgazdasági Szemléből. Bp., 1939 Szeged, Városi nyomda
- A faj és a gazdaság viszonya az új német gazdaságelméleti irodalomban. Klny. Bp., 1940, Szeged, Városi ny.
- A szovjetgazdaság három Achilles-sarka. Szeged, 1941
- Nagytérgazdaság. Bp., 1942, Gergely
- Kapitalizmus vagy kollektivizmus? Szeged, 1943 klny. a Délvidéki Szemléből
- Árpolitika az átmeneti gazdaságban. Közgazdasági és Jogi Könyvkiadó, 1958
- A szocialista árképzés. Közgazdasági és Jogi Könyvkiadó, 1961
- Árpolitika a mai kapitalizmusban. Kossuth Könyvkiadó, 1964
- Szocialista árelmélet és árpolitika. Kossuth Könyvkiadó, 1966
- Általános és szocialista árelmélet. Kossuth Könyvkiadó, 1968
- Bevezetés a gazdaságpolitikába. Kossuth Könyvkiadó, 1969
- Magyar gazdaságpolitika. Kossuth Könyvkiadó, 1971
- Szocialista árelmélet és árpolitika. Kossuth Könyvkiadó, 1974, ISBN 963-09-0156-0
- Új árforradalom árnyékában. Kossuth Könyvkiadó, 1978, ISBN 963-09-1182-5; angolul: Towards a New Price Revolution, Akadémiai Kiadó, 1979, ISBN 963-05-1851-1
- A magyar árpolitika. 1971–83. évf. Közgazdasági és Jogi, 1980, ISBN 963-220-889-7; 1983, ISBN 963-09-2166-9
- Gazdaságpolitika. Kossuth Könyvkiadó, 1982
- Az értéktörvény szerepe a szocialista gazdaságban : akadémiai székfoglaló 1982. november 8. 1984
- Szocializmus, piac, gazdaság. Kossuth Könyvkiadó, 1987, ISBN 963-09-3072-2
- Price and Power (Társszerző: P. S. Elek) Akadémiai Kiadó, 1995, ISBN 963-05-6802-0
- A XX. század magyar gazdaságpolitikája. Tanulságok az ezredforduló küszöbén. Akadémiai, 1996, ISBN 963-057-398-9
- Közgazdaságtan a globalizáció világában I–II. MTA Társadalomkutató Központ (Magyarország az ezredfordulón), 2002, ISBN 963-508-368-8